# Wasmes (Péruwelz)
Wasmes is een dorp in de Belgische provincie Henegouwen dat deel uitmaakt van deelgemeente Wasmes-Audemez-Briffœil in de stad Péruwelz.

## Geschiedenis
Audemez behoorde onder het ancien régime tot het Doornikse. Op het eind van het ancien régime werd Wasmes een gemeente, maar in 1805 werd de gemeente al verenigd met de kleine gemeente Audemez in de fusiegemeente Wasmes-Audemez. Nochtans was er geen gemeenschappelijke geschiedenis tussen de twee gemeenten, daar Audemez tijdens het ancien régime tot de kasselrij Aat behoorde.

## Bezienswaardigheden
- De Sint-Martinuskerk (Église Saint-Martin) is een bakstenen gebouw van eind 18e eeuw, in classicistische stijl.
- Voor het kasteel, zie Briffœil.

## Natuur en landschap
De hoogte aan de kerk bedraagt 48 meter. In het noorden ligt de TGV-lijn van Brussel naar Parijs. In het zuiden ligt de autoweg E 42.

## Nabijgelegen kernen
Braffe, Maubray, Vezon, Baugnies, Brasménil, Callenelle
Deelgemeenten: Baugnies · Bon-Secours · Braffe · Brasménil · Bury · Callenelle · Péruwelz · Roucourt · Wasmes-Audemez-Briffœil · Wiers

Overige plaatsen: Audemez · Briffœil · Ponange · Ringies · Wasmes

Belgische gemeenten · Arrondissement Doornik-Moeskroen · Henegouwen · Wallonië